# 叶际

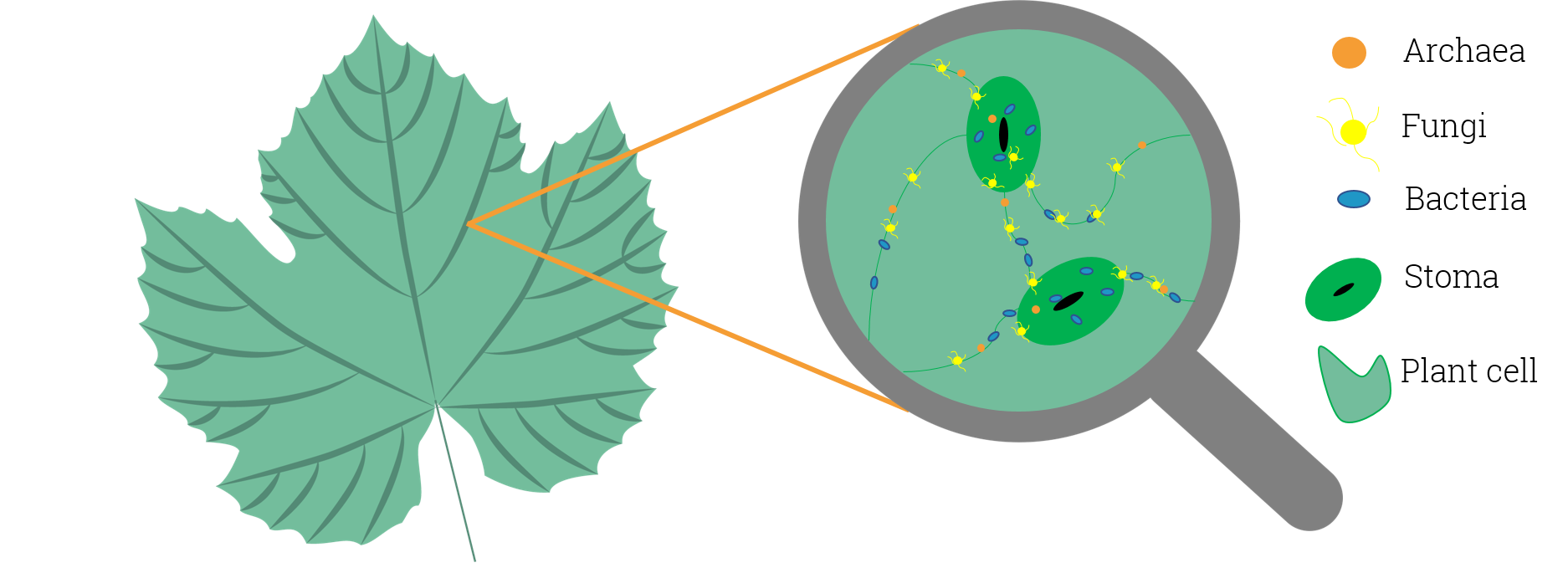
植物气生表面主要被叶子占据，栖息着多种微生物，形成叶际

叶际是指为微生物提供生长环境的植物叶部外表面。叶际可以进一步分为茎际（caulosphere）、叶面际（phylloplane）、花际（anthosphere）和果际（carposphere）。而植物根部或地下茎部表面周围的微生物生境被称为根际（rhizosphere）和地下土壤生境（laimosphere）。大多数植物都承载着包括细菌、真菌、古菌和原生生物在内的多样化微生物群落。其中一些对植物有益，而其他一些则起着植物病原体的作用，可能会对寄主植物造成损害甚至致死。